# Banksia candolleana

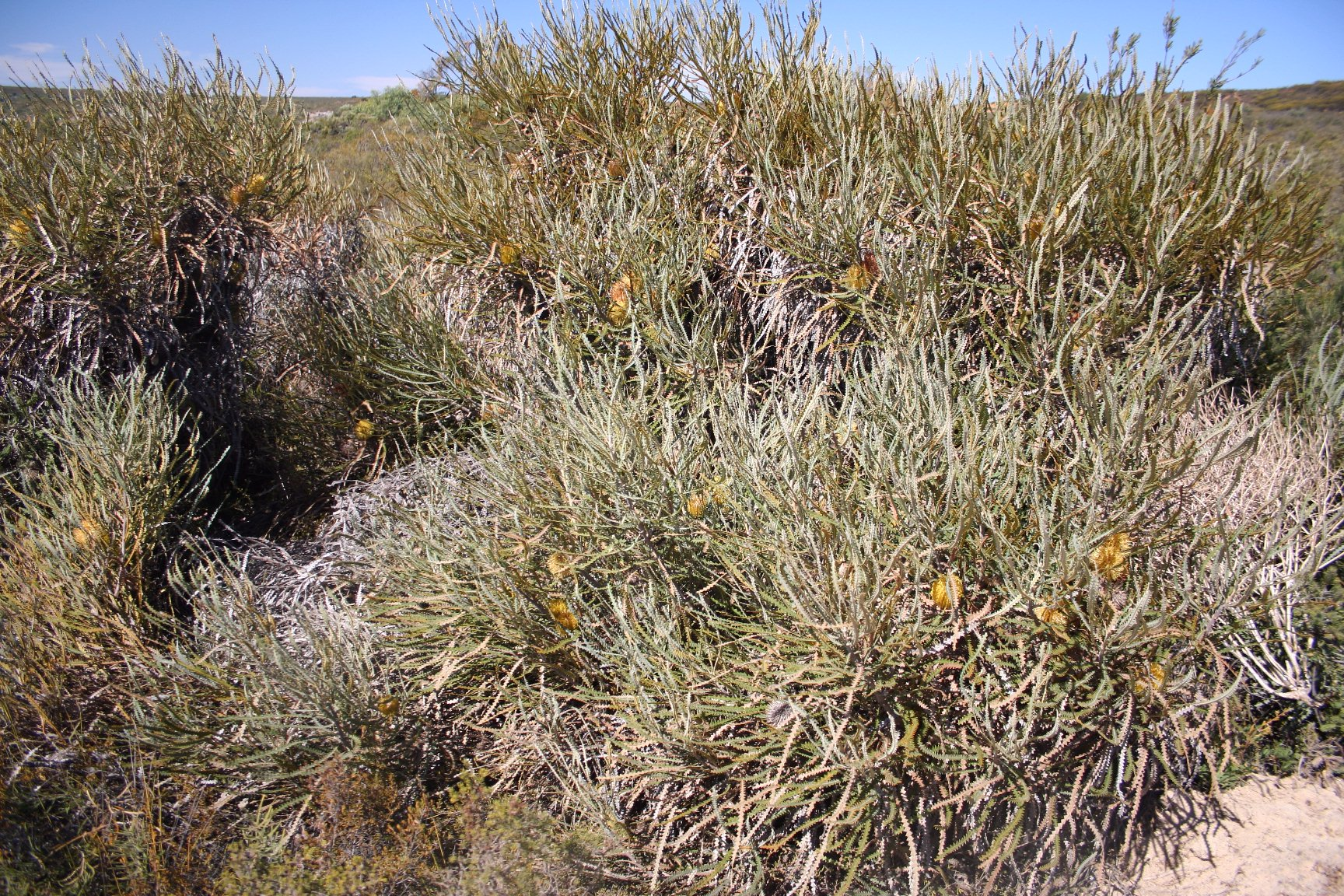
Hábito na Reserva Natural Wotto.

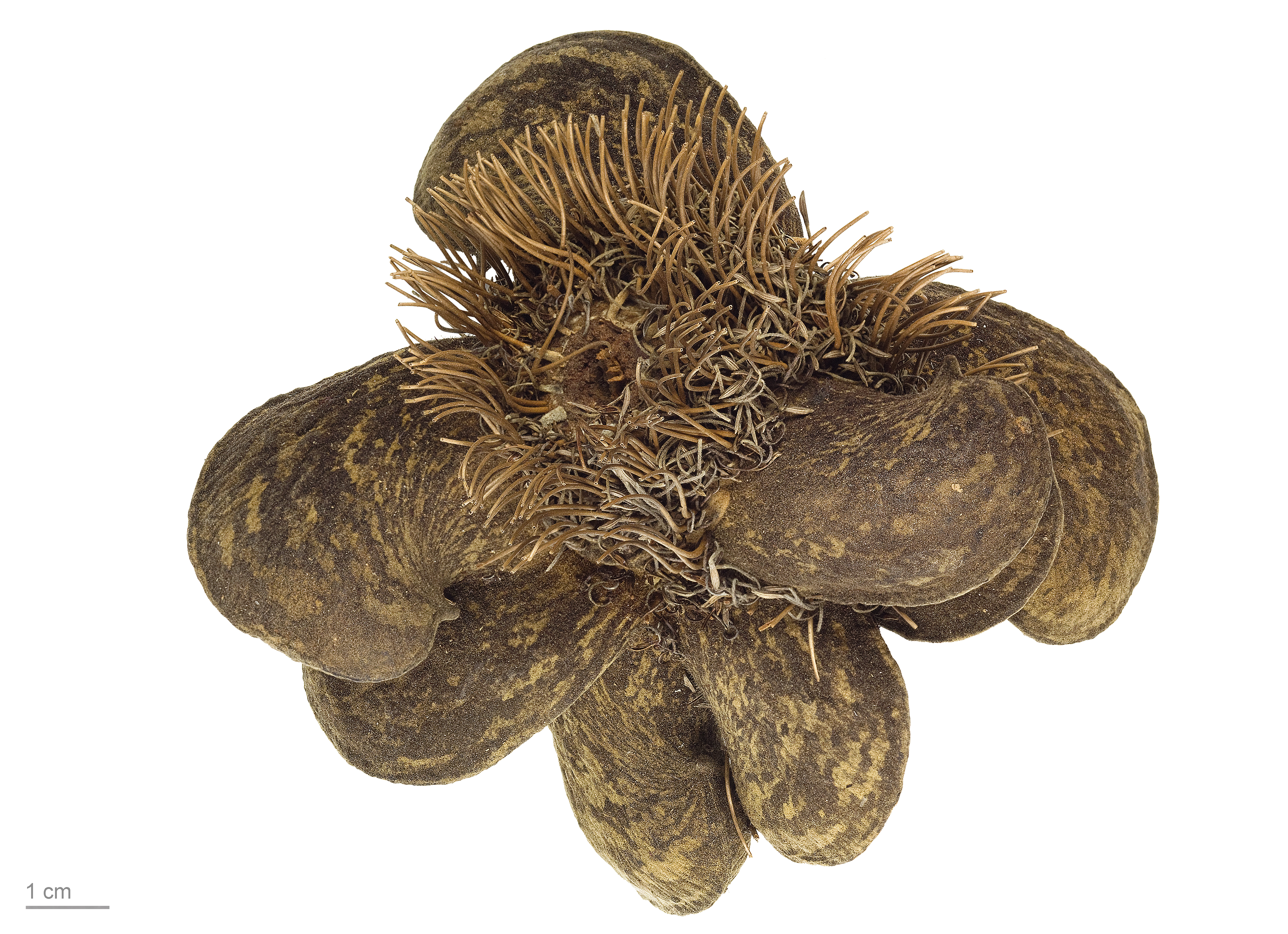
Folículos.

Banksia candolleana é uma espécie de arbusto endêmica da Austrália Ocidental. Possui folhas verdes brilhantes, profundamente serrilhadas com lobos triangulares, e espigas de flores amarelo-douradas em ramos laterais curtos.

## Descrição
A Banksia candolleana é um arbusto muito ramificado que geralmente cresce entre 0,5 e 1,3 metros de altura, podendo atingir até 2,5 metros de largura, e forma um lignotúber. Suas folhas têm contorno linear, medindo de 15 a 40 milímetros de comprimento e de 6 a 20 milímetros de largura, sustentadas por um pecíolo peludo de 10 a 20 milímetros. As folhas são verdes brilhantes, com lobos triangulares profundos nas margens. As espigas florais são dispostas em forma oval, com 15 a 40 milímetros de comprimento e 55 a 75 milímetros de largura, localizadas em ramos laterais curtos. As flores são amarelo-douradas, com uma caliptra de 20 a 27 milímetros de comprimento e um pistilo curvo de 25 a 35 milímetros. A floração ocorre entre abril e julho, e geralmente até cinco folículos curvos, em forma de ovo, se desenvolvem em cada espiga, medindo de 20 a 65 milímetros de comprimento, 25 a 50 milímetros de altura e 17 a 35 milímetros de largura, cercados pelas flores antigas.

## Taxonomia
A Banksia candolleana foi formalmente descrita em 1855 pelo botânico suíço Carl Meissner no periódico Journal of Botany and Kew Garden Miscellany de William Jackson Hooker, a partir de espécimes coletados por James Drummond [en]. O epíteto específico homenageia o compatriota de Meissner, Augustin Pyrame de Candolle.
Em 1891, Carl Ernst Otto Kuntze, em sua obra Revisio Generum Plantarum, rejeitou o nome genérico Banksia L.f., argumentando que Banksia já havia sido publicado em 1776 por J.R. Forster e G. Forster para o gênero atualmente conhecido como Pimelea. Kuntze propôs Sirmuellera como alternativa, chamando esta espécie de Sirmuellera candolleana. Essa aplicação do princípio de prioridade foi amplamente ignorada pelos contemporâneos de Kuntze, e Banksia L.f. foi formalmente conservado, enquanto Sirmuellera foi rejeitado em 1940.

## Distribuição e habitat
A Banksia candolleana é encontrada desde Arrowsmith [en] ao sul até Gingin [en], em planícies arenosas ao norte de Perth, onde geralmente cresce em vegetação rasteira tipo kwongan, com precipitação anual entre 600 e 700 milímetros.

## Ecologia
A Banksia candolleana se regenera a partir de um lignotúber lenhoso após incêndios florestais. Alguns arbustos grandes foram estimados em cerca de 1.000 anos de idade. O Sminthopsis granulipes foi observado visitando as espigas florais, embora não se saiba se é um polinizador eficaz. Formigas e abelhas, incluindo a abelha-europeia, foram registradas visitando as espigas florais.

## Uso na horticultura
A Banksia candolleana cresce lentamente em cultivo e pode levar até 10 anos para florescer a partir da semente. Desenvolve-se bem em solos bem drenados em climas mediterrâneos, mas não se adapta a climas mais úmidos na costa leste da Austrália. As sementes não requerem tratamento especial e germinam em 22 a 35 dias.